# Georges Paulmier
Georges Paulmier (Frépillon, 24 de setembre de 1882 - 30 de desembre de 1965) va ser un ciclista francès que va córrer en els anys previs a la Primera Guerra Mundial. Els seus majors èxits foren dues etapes al Tour de França, el 1908 i el 1910.

## Palmarès
- 1907
  - 1r a la París-Beaugency
- 1908
  - Vencedor d'una etapa al Tour de França
- 1909
  - 1r a la Llemotges-Montauban
- 1910
  - Vencedor d'una etapa al Tour de França

### Resultats al Tour de França
- 1908. 6è de la classificació general i vencedor d'una etapa
- 1910. 12è de la classificació general i vencedor d'una etapa
- 1911. 16è de la classificació general